# Abcès dentaire
Pour simplifier, on peut regrouper sous le nom d'abcès dentaire tous les abcès en relation avec les dents. Un abcès est une inflammation purulente. On distingue plusieurs types d'abcès : abcès parodontal, abcès péri-apical.

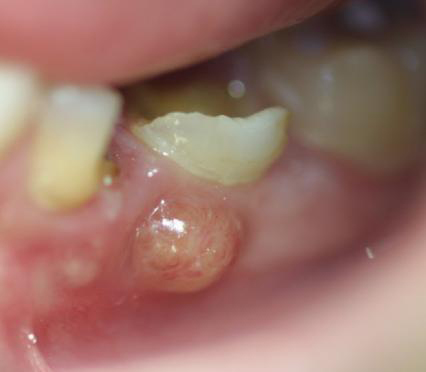
Un abcès dentaire.

## Typologie des abcès dentaires

### Abcès parodontal
C'est l'une des urgences les plus fréquemment rencontrées en parodontologie. Appelé également abcès latéral ou pariétal, il s'agit d'une inflammation purulente, localisée, située dans les tissus parodontaux.

#### Définition
Un abcès parodontal est une infection localisée dans les tissus parodontaux (gencive et os alvéolaire). C'est l'exacerbation aiguë de l'inflammation chronique d'une poche parodontale, présente lors d'une parodontite ou d'une gingivite. Il ne peut y avoir d'abcès parodontal s'il n'y a pas préalablement de poche parodontale.

#### Symptômes
Signes cliniques : gonflement localisé (voussure) ; la gencive est rouge, lisse, vernissée (signes de l'inflammation). Du pus s'évacue à la pression. La dent peut être mobile ; elle peut même migrer. La douleur est variable, de modérée à sévère.

Parfois une fistule apparaît, ce qui signe le passage à la chronicité de l'abcès. L'évacuation du pus par cette fistule va généralement soulager la douleur. 

On peut parfois observer des signes à distance : des ganglions apparaissent (au niveau sub-mandibulaire).

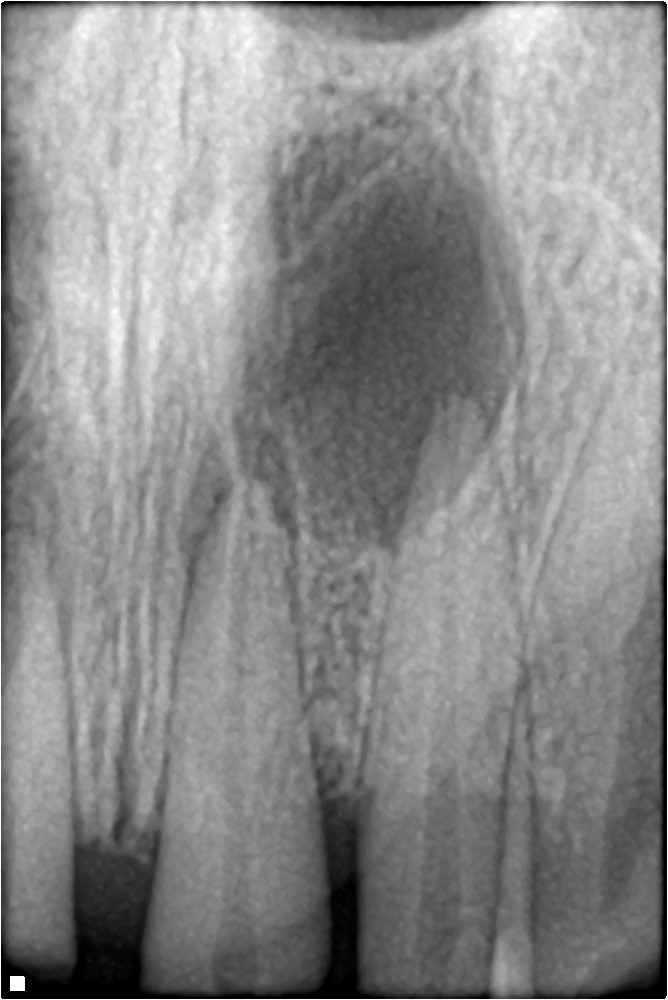
Une infection dans les tissus périapicaux visible à la radiographie

#### Pathogénie
Pathogénie : on observe souvent une association : infection + traumatisme occlusal.
La flore bactérienne est la même que dans l'inflammation chronique.

#### Traitement
Traitement d'urgence : drainage de l'abcès par technique classique (par la poche si possible, ou par une incision au centre de la voussure) ou par laser. Antibiothérapie (traitement par antibiotiques) souvent. Nettoyage de la lésion grâce aux ultrasons (détartrage local) auquel une irrigation à la bétadine est ajoutée s'il n'existe pas de contre-indications.
Ensuite il faudra entreprendre un traitement parodontal.

### Abcès péri-apical

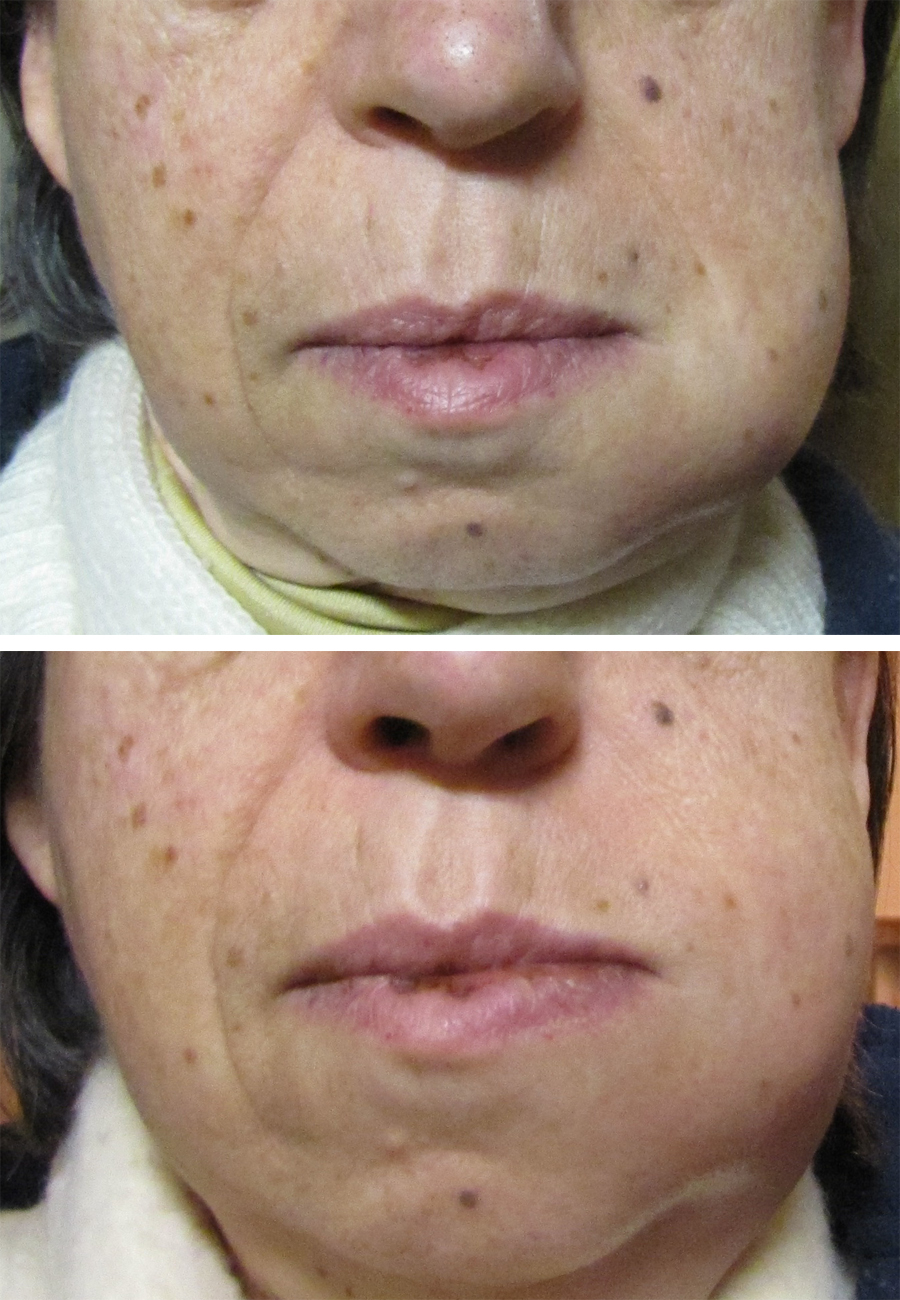
Déformation du visage. Au-dessus, le 2e jour de l’abcès ; en dessous, le 3e jour.

#### Définition
Un abcès péri-apical est un abcès qui survient au bout de la racine de la dent. On parle d'origine endodontique. Ce type de pathologie peut prendre différentes formes.

#### Classification
- Abcès péri-apical aigu
- Abcès péri-apical chronique

#### Symptômes
Les signes ne sont pas constants. 

La dent peut simplement être sensible à la pression. On peut aussi observer une voussure, semblable à celle de l'abcès parodontal, mais généralement plus haut placée (mais pas toujours ; ce signe ne suffit pas à différencier abcès d'origine parodontale et abcès d'origine endodontique).

#### Pathogénie
Un abcès péri-apical survient dans plusieurs cas.
- À la suite de la nécrose de la dent concernée. La nécrose se fait le plus souvent à la suite d'une carie non traitée. Elle peut également survenir à la suite d'un choc sur la dent, parfois plusieurs années après. Dans ce cas la nécrose se fait sans douleur, et les seuls signes sont radiographiques (radioclarté apicale).
- À la suite d'une fêlure ou une fracture de la racine. Dans ce cas l'étanchéité n'est plus assurée entre le milieu extérieur (la bouche) et le milieu intérieur (l'os alvéolaire). Une dent fêlée est généralement sensible à la pression, mais pas toujours.
- À la suite d'une infection sous une couronne d'une dent dévitalisée.

#### Traitements
Le dentiste doit réaliser le traitement endodontique. Il dévitalise la dent, c'est-à-dire qu'il enlève ce qui reste de pulpe dentaire ; il nettoie bien le ou les canaux dans la (les) racine(s): il réalise l'obturation canalaire à l'aide de matériaux appropriés (cônes de gutta-percha et ciment canalaire).

## Évolution / pronostic
En l'absence de traitement, un abcès d'origine dentaire va évoluer et s'étendre aux tissus environnants. L'abcès évolue en cellulite (inflammation des tissus celluleux de la face). Les ganglions deviennent palpables.

- Cellulite génienne haute ou basse
- Cellulite sub-mandibulaire
- Cellulite gangreneuse

Des nausées, de la fièvre et une fatigue générale s'installent progressivement. L'hospitalisation devient urgente, pour drainer l'infection et administrer des antibiotiques.

## Prévention
Par un brossage régulier des dents et des visites de contrôle régulières chez le dentiste au moins une fois par année, et en faisant des bains de bouche locaux au moins deux fois par semaine.